# Nayef Aguerd
Nayef Aguerd (tiếng Ả Rập: نايف أكرد; sinh ngày 30 tháng 3 năm 1996) là một cầu thủ bóng đá chuyên nghiệp người Maroc hiện thi đấu ở vị trí trung vệ cho câu lạc bộ West Ham United và đội tuyển quốc gia Maroc.

## Thống kê sự nghiệp

### Câu lạc bộ
Tính đến 4 tháng 5 năm 2025
| Câu lạc bộ           | Mùa giải            | Giải đấu            | Giải đấu | Giải đấu | Cúp quốc gia | Cúp quốc gia | Cúp liên đoàn | Cúp liên đoàn | Châu lục | Châu lục | Tổng cộng | Tổng cộng |
| Câu lạc bộ           | Mùa giải            | Hạng đấu            | Trận     | Bàn      | Trận         | Bàn          | Trận          | Bàn           | Trận     | Bàn      | Trận      | Bàn       |
| -------------------- | ------------------- | ------------------- | -------- | -------- | ------------ | ------------ | ------------- | ------------- | -------- | -------- | --------- | --------- |
| FUS Rabat            | 2014–15             | Botola Pro          | 12       | 1        | 4            | 0            | —             | —             | —        | —        | 16        | 1         |
| FUS Rabat            | 2015–16             | Botola Pro          | 21       | 2        | 4            | 1            | —             | —             | —        | —        | 25        | 3         |
| FUS Rabat            | 2016–17             | Botola Pro          | 24       | 2        | 1            | 0            | —             | —             | 13       | 1        | 38        | 3         |
| FUS Rabat            | 2017–18             | Botola Pro          | 23       | 0        | 0            | 0            | —             | —             | 4        | 0        | 27        | 0         |
| FUS Rabat            | Tổng cộng           | Tổng cộng           | 80       | 5        | 9            | 1            | 0             | 0             | 17       | 1        | 106       | 7         |
| Dijon                | 2018–19             | Ligue 1             | 13       | 3        | 3            | 0            | 1             | 0             | —        | —        | 17        | 3         |
| Dijon                | 2019–20             | Ligue 1             | 12       | 1        | 0            | 0            | —             | —             | —        | —        | 12        | 1         |
| Dijon                | Tổng cộng           | Tổng cộng           | 25       | 4        | 3            | 0            | 1             | 0             | 0        | 0        | 29        | 4         |
| Rennes               | 2020–21             | Ligue 1             | 35       | 3        | 1            | 0            | —             | —             | 4        | 0        | 40        | 3         |
| Rennes               | 2021–22             | Ligue 1             | 31       | 2        | 0            | 0            | —             | —             | 9        | 2        | 40        | 4         |
| Rennes               | Tổng cộng           | Tổng cộng           | 66       | 5        | 1            | 0            | 0             | 0             | 13       | 2        | 80        | 7         |
| West Ham United      | 2022–23             | Premier League      | 18       | 2        | 3            | 0            | 1             | 0             | 8        | 0        | 30        | 2         |
| West Ham United      | 2023–24             | Premier League      | 21       | 1        | 0            | 0            | 1             | 0             | 6        | 1        | 28        | 2         |
| West Ham United      | Tổng cộng           | Tổng cộng           | 39       | 3        | 3            | 0            | 2             | 0             | 14       | 1        | 58        | 4         |
| Real Sociedad (mượn) | 2024–25             | La Liga             | 21       | 0        | 4            | 0            | —             | —             | 11       | 0        | 36        | 0         |
| Tổng cộng sự nghiệp  | Tổng cộng sự nghiệp | Tổng cộng sự nghiệp | 231      | 17       | 20           | 1            | 3             | 0             | 55       | 4        | 309       | 22        |

1. ↑  Bao gồm Moroccan Throne Cup, Coupe de France, FA Cup
2. ↑  Bao gồm Coupe de la Ligue, EFL Cup
3. ↑  Số lần ra sân tại UEFA Champions League
4. 1 2  Số lần ra sân tại UEFA Europa Conference League
5. 1 2  Số lần ra sân tại UEFA Europa League

### Bàn thắng quốc tế
Bàn thắng và kết quả của Maroc được để trước.
| # | Ngày                | Địa điểm                                   | Đối thủ  | Bàn thắng | Kết quả | Giải đấu                      |
| - | ------------------- | ------------------------------------------ | -------- | --------- | ------- | ----------------------------- |
| 1 | 6 tháng 9 năm 2021  | Sân vận động Moulay Abdellah, Rabat, Maroc | Sudan    | 1–0       | 2–0     | Vòng loại FIFA World Cup 2022 |
| 2 | 25 tháng 3 năm 2025 | Sân vận động Honor, Oujda, Maroc           | Tanzania | 1–0       | 2–0     | Vòng loại FIFA World Cup 2026 |

## Danh hiệu

### Câu lạc bộ
FUS Rabat
- Botola: 2015–16
- Throne Cup: 2013–14

West Ham United
- UEFA Europa Conference League: 2022–23

### Quốc tế
- Africa Cup of Nations: 2018